# Nomenklatura (polityka)
Nomenklatura (łac. nomenclatura – mianowanie) – system obsadzania stanowisk kierowniczych w ZSRR i krajach bloku wschodniego oparty na rekomendacji partii komunistycznej, kosztem fasadowej roli organów przedstawicielskich.
W żargonie partyjnym nomenklatura oznaczała sformalizowany ściśle system mianowań na stanowiska. Mówiono np. że stanowisko majstra czy kierownika wydziału w zakładzie pracy jest w nomenklaturze Podstawowej Organizacji Partyjnej lub w nomenklaturze Komitetu Zakładowego PZPR (o zatrudnieniu konkretnej osoby decydował KZ PZPR, w praktyce zaś jego I sekretarz); stanowiska wyższe były w nomenklaturze wyższych instancji partyjnych (one decydowały o ich obsadzie) – Komitetu Fabrycznego, Uczelnianego, Dzielnicowego, Miejskiego, Powiatowego lub Wojewódzkiego.
O objęciu najwyższych lub szczególnie ważnych stanowisk państwowych, społecznych czy gospodarczych (spis zawierał około 300 tysięcy takich stanowisk) decydowały Wydziały Komitetu Centralnego lub nawet Sekretariat KC albo Biuro Polityczne (były one „w nomenklaturze KC”). Z reguły decyzję przygotowywał formalnie Wydział Kadr KC. Znacznie mniejsza była liczba członków oligarchii partyjnej, a więc najwyższej warstwy nomenklatury. W ZSRR było to około 3000 osób.
O obsadzie stanowisk ministerialnych decydowało Biuro Polityczne. W nomenklaturze Sekretariatu KC były np. wyższe stanowiska kierownicze w prasie centralnej, radiu i telewizji, stanowiska dyrektorów i zastępców dyrektorów departamentów w ministerstwach.
Warstwa ludzi, zwana potocznie nomenklaturą, miała szereg niedostępnych dla innych przywilejów – bardzo zresztą formalnie zróżnicowanych: od nieznacznie lepszych warunków wczasów po specjalne kliniki, sklepy i inne dobra.
W ZSRR przywileje nomenklatury były jeszcze większe. Szczególnie wśród nich wyróżniali się członkowie Komitetu Centralnego Komunistycznej Partii Związku Radzieckiego, funkcjonariusze KGB i żołnierze GRU.